# Daniel zu Rantzau
Daniel Otto Graf zu Rantzau (* 6. August 1875 in Oppendorf, Kreis Bordesholm; † 19. März 1936 in Altona) war ein deutscher Verwaltungsbeamter.

## Familie
Daniel Graf zu Rantzau war der Sohn von Christian Graf zu Rantzau (1830–1878) und Marie von Lilienfeld (1841–1914).
Er heiratete am 30. April 1914 Marie Hall (1893–1954) und hatte mit ihr zwei Kinder:
- Ottilie (* 1915)
- Heinrich-Christian (1922–2001)

## Leben
Daniel studierte Rechtswissenschaften an der Georg-August-Universität Göttingen. 1896 wurde er Mitglied des Corps Saxonia Göttingen. Er setzte das Studium an der Universität Greifswald fort und wurde hier 1903 mit einer staatsrechtlichen Dissertation über den Verzicht des späteren Königs Eduard VII. auf die Thronfolge im Herzogtum Sachsen-Coburg und Gotha zum Dr. jur. promoviert. Nach dem Referendariat bestand er 1907 das zweite Staatsexamen. Er trat in den preußischen Staatsdienst ein. Von 1914 bis 1919 war er Landrat des Landkreises Eiderstedt mit Sitz in Tönning.
Rantzau schied 1919 aus dem Staatsdienst aus, lebte in den folgenden Jahren auf Schloss Hagen (Probsteierhagen) und leitete die Verwaltung der Von-Blome-Hagener-Fideikommissgüter. 1924 ging er nach Altona. Dort betrieb er bis zu seinem Tod eine Gütervermittlung.

## Schriften
- Der „bedingte“ Erbverzicht des Prinzen von Wales auf die Thronfolge im Herzogtum Sachsen-Koburg-Gotha. Greifswald: Abel 1903, zugl. Greifswald, Univ., Diss., 1903